# Torusknoop

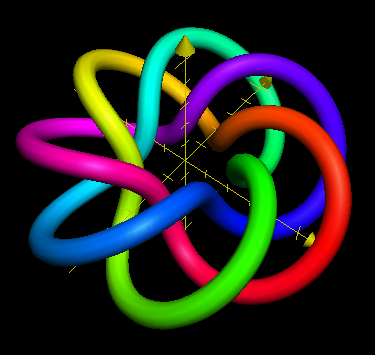
Een (3,7)-3D torusknoop gemaakt met Apple Grapher.

In de knopentheorie, een deelgebied van de topologie, is een torusknoop een speciaal soort van knoop, die op het oppervlak van een ongeknoopte torus in R3 ligt. Op gelijk wijze is een torusschakel een schakel, die op dezelfde manier op het oppervlak van een torus ligt. Elke torusknoop wordt gedefinieerd  door een paar van gehele getallen p en q, die ten opzichte van elkaar relatief priem zijn. De (p,q)-torusknoop windt zich een p-aantal keren rondom  een cirkel binnenin de torus (deze cirkel gaat helemaal rond de torus) en een q-aantal keren rondom een lijn door het gat in de torus. Deze lijn staat loodrecht op de torus en wordt vaak als een symmetrieas getekend. Als p en q niet relatief priem zijn, is er sprake van een toruslink met meer dan een component.